# Zacharias Kunuk
Zacharias Kunuk (*1956) je kanadsko-inuitský režisér a producent, natáčející hrané i dokumentární filmy o životě Inuitů, jako např. Atanarjuat, rychlý běžec nebo Deníky Knuda Rasmussena.